# Eurre
Eurre é uma comuna francesa na região administrativa de Auvérnia-Ródano-Alpes, no departamento de Drôme. Estende-se por uma área de 18,06 km². Em 2010 a comuna tinha 1 392 habitantes (densidade: 77,1 hab./km²).